# Bartłomiej Strachowski
Bartłomiej Strachowski (ur. ?, zm. w 1759 we Wrocławiu) – polski rytownik i ilustrator czynny na Śląsku, senior rodziny która kontynuowała działalność artystyczną do 1788 roku.
Bartłomiej Strachowski przybył do Wrocławia prawdopodobnie w 1711 roku z Pomorza lub z Warmii. Pieczętował się herbem Jastrzębiec; był krewnym malarza kieleckiego Antoniego Brygielskiego. We Wrocławiu, na Ostrowie Tumskim założył zakład produkcyjny rycin. W jego pracowni zamawiano prace z całego Śląska oraz z Rzeczypospolitej, w tym z Wilna i Lwowa. Głównymi odbiorcami były wydawnictwa wrocławskie: Kornów, Oficyna Uniwersytecka Jezuitów oraz wydawnictwa śląskie m.in. w Brzegu, Jaworze i Nysie.